# Hathin
Hathin è una città dell'India di 10.913 abitanti, situata nel distretto di Faridabad, nello stato federato dell'Haryana. In base al numero di abitanti la città rientra nella classe IV (da 10.000 a 19.999 persone).

## Geografia fisica
La città è situata a 28° 3' 0 N e 77° 13' 60 E e ha un'altitudine di 198 m s.l.m..